# Copa del Rey 1921
Die Copa del Rey 1921 war die 19. Austragung des spanischen Fußballpokals.
Der Wettbewerb startete am 27. März und endete mit dem Finale am 8. Mai 1921 im Estadio San Mamés in Bilbao. Titelverteidiger des Pokalwettbewerbes war der FC Barcelona. Den Titel gewann Athletic Bilbao durch einen 4:1-Erfolg im Finale gegen Athletic Madrid.

## Teilnehmer
| Regionalbewerb         | Meister                |
| ---------------------- | ---------------------- |
| Andalusien             | FC Sevilla             |
| Asturien               | Sporting Gijón         |
| Bizkaia                | Athletic Bilbao        |
| Galicien               | Real Club Fortuna Vigo |
| Gipuzkoa               | Real Unión             |
| Campionat de Catalunya | FC Barcelona           |
| Levante                | SR Levante             |
| Campeonato Centro      | Athletic Madrid        |

Konnten die im Viertel- bzw. Halbfinale aufeinandertreffenden Mannschaften jeweils eines der Spiele gewinnen, wurde nicht das Torverhältnis zur Bestimmung des Siegers herangezogen, sondern ein Entscheidungsspiel ausgetragen.

## Viertelfinale
Die Hinspiele wurden zwischen dem 27. März und dem 10. April 1921, die Rückspiele zwischen dem 3. und 17. April 1921 ausgetragen.
|                 |   |                | Hinspiel | Rückspiel |
| --------------- | - | -------------- | -------- | --------- |
| RC Fortuna Vigo |   | Real Unión     | 5:1      | 2:3       |
| Athletic Bilbao |   | Sporting Gijón | 2:1      | 1:0       |
| FC Sevilla      |   | SR Levante     | 2:0      | 3:0       |
| Athletic Madrid | 1 | FC Barcelona   |          |           |

Entscheidungsspiel
Das Spiel wurde am 10. April in Madrid auf neutralem Boden ausgetragen.
|            | Ergebnis |                 |
| ---------- | -------- | --------------- |
| Real Unión | 4:3      | RC Fortuna Vigo |

## Halbfinale
Die Hinspiele wurden am 17. April, die Rückspiele am 24. April 1921 ausgetragen.
|              |  |                 | Hinspiel | Rückspiel |
| ------------ |  | --------------- | -------- | --------- |
| Real Unión   |  | Athletic Madrid | 1:2      | 2:5       |
| FC Sevilla 1 |  | Athletic Bilbao | 4:2      | 1:1       |

## Finale
| Athletic Bilbao                                 | Athletic Bilbao | Athletic Madrid | Athletic Madrid |
| ----------------------------------------------- | --- | --- | --------------- |
| Athletic Bilbao                                 | \| Endspiel \| \| 8. Mai 1921 in Bilbao (Estadio San Mamés) \| \| Ergebnis: 4:1 (2:1) \| \| Zuschauer: 15.000 \| \| Schiedsrichter: José Ángel Berraondo (Gipuzkoa) \| \| Spielbericht \| | \| Endspiel \| \| 8. Mai 1921 in Bilbao (Estadio San Mamés) \| \| Ergebnis: 4:1 (2:1) \| \| Zuschauer: 15.000 \| \| Schiedsrichter: José Ángel Berraondo (Gipuzkoa) \| \| Spielbericht \|                       | Athletic Madrid |
| Athletic Bilbao                                 | Rivero – Beguiristáin, Luis Hurtado – Belauste III, Belauste I, Sabino – Villavaso, Pichichi, Antón Allende, José María Laca, Domingo Gómez-Acedo Cheftrainer: Billy Barnes ( England)    | Francisco Durán – Ramón Olalquiaga, Pololo – Francisco Martínez, Desiderio Fajardo, Jesús Olarreaga – Ramón Amann, Andrés Tuduri, Monchín Triana, Ángel del Río, Luis Olaso Cheftrainer: Vince Hayes ( England) | Athletic Madrid |
| Athletic Bilbao                                 | 1:0 Laca (29.) 2:1 Acedo (41., Elfm.) 3:1 Acedo (68.) 4:1 Laca (73.) | 1:1 Monchín Triana (38.) | Athletic Madrid |
| Endspiel                                        | | |                 |
| 8. Mai 1921 in Bilbao (Estadio San Mamés)       | | |                 |
| Ergebnis: 4:1 (2:1)                             | | |                 |
| Zuschauer: 15.000                               | | |                 |
| Schiedsrichter: José Ángel Berraondo (Gipuzkoa) | | |                 |
| Spielbericht                                    | | |                 |

Mit einem souveränen 4:1-Triumph gegen Athletic Madrid gewann der damalige Rekordsieger Athletic Bilbao seinen bereits achten spanischen Pokal und baute seinen Vorsprung zum Vize-Rekordsieger Real Madrid (5 Titel) aus.

## Siegermannschaft
(in Klammern sind die Tore angegeben)
| 1.                | Athletic Bilbao |
| ----------------- | --- |

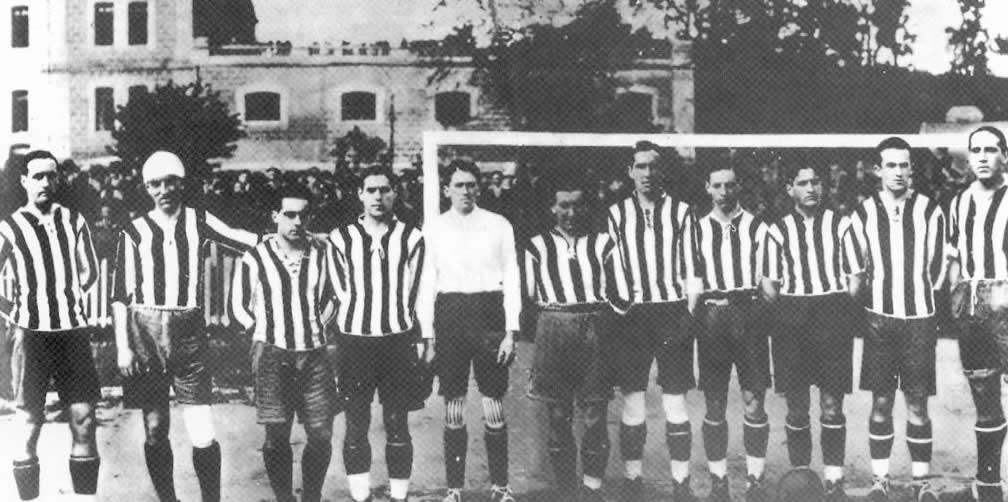
Die Siegermannschaft von Athletic Bilbao

| Logo von Athletic | - Tor: Rivero - Abwehr: Beguiristáin, Luis Hurtado - Mittelfeld: Belauste III, Belauste I, Sabino - Sturm: Villavaso, Pichichi, Antón Allende (1), José María Laca (3), Domingo Gómez-Acedo (2) - Trainer: Billy Barnes |

Die Tore aus den aberkannten Halbfinalpartien gegen den FC Sevilla wurden nicht gezählt. Außerdem ist ein Torschütze aus dem Viertelfinale unbekannt.

## Torschützen
| Pl. | Nat.     | Spieler             | Verein          | Tore |
| --- | -------- | ------------------- | --------------- | ---- |
| 1   | Spanier  | Patricio            | Real Unión      | 4    |
| 1   | Spanier  | Rodríguez           | RC Fortuna Vigo | 4    |
| 1   | Spanier  | Monchín Triana      | Athletic Madrid | 4    |
| 4   | Spanier  | Agustín Amántegui   | Real Unión      | 3    |
| 4   | Spanier  | José Mari           | Athletic Bilbao | 3    |
| 6   | Spanier  | Domingo Gómez-Acedo | Athletic Bilbao | 2    |
| 6   | Spanier  | Román Emery         | Real Unión      | 2    |
| 6   | Spanier  | Ramón Olalquiaga    | Athletic Madrid | 2    |
| 6   | Spanier  | Posada              | RC Fortuna Vigo | 2    |
| 6   | Spanier  | Andrés Tuduri       | Athletic Madrid | 2    |
| 11  | Spanier  | Antón Allende       | Athletic Bilbao | 1    |
| 11  | Spanier  | Bar                 | RC Fortuna Vigo | 1    |
| 11  | Spanier  | José María Jáuregui | Real Unión      | 1    |
| 11  | Franzose | René Petit          | Real Unión      | 1    |
| 11  | Spanier  | Polo                | RC Fortuna Vigo | 1    |

Die 13 Torschützen aus den Spielen gegen den FC Sevilla zählen nicht zur Torschützenliste. Hinzu kommen außerdem drei Tore, bei denen der Torschütze unbekannt ist, und ein Eigentor, das Unión-Spieler Ramón Eguiazábal für Fortuna Vigo erzielt hat.